# لاوه هوهندورف
لاوه هوهندورف (انگلیسی: Lave Hohendorff; ۷ نوامبر ۱۶۶۲ – ۱۵ ژانویهٔ ۱۷۲۹) فرد نظامی اهل دانمارک بود. وی همچنین برندهٔ جوایزی همچون نشان دنبرو شده‌است.